# The Two Paths
The Two Paths é um filme mudo norte-americano de 1911 em curta-metragem, do gênero drama, dirigido por D. W. Griffith, estrelado por Dorothy Bernard e com Blanche Sweet. Cópia do filme encontra-se conservada no Museu de Arte Moderna dos Estados Unidos.

## Elenco
- Dorothy Bernard
- Wilfred Lucas
- Adolph Lestina
- Clara T. Bracy
- Donald Crisp
- Blanche Sweet